# Plan de codage clavier

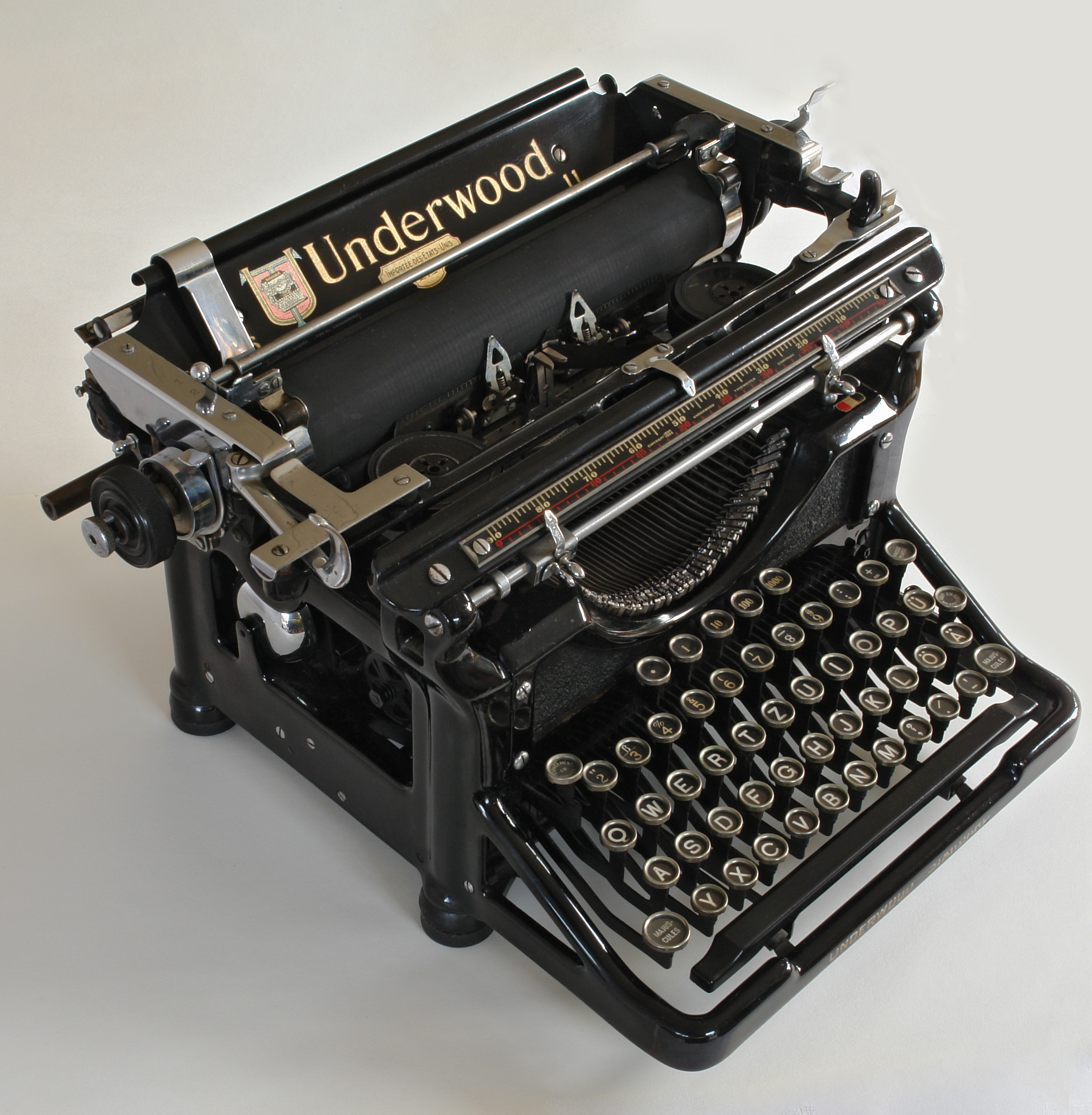
Machine à écrire Underwood

Le plan de codage clavier, aussi couramment appelé par anglicisme Keymap, sert à donner à un ordinateur où a une machine à écrire la description du clavier que l'on utilise.
On caractérise parfois un plan de codage d'un clavier par la liste des six premières lettres : ainsi, le clavier américain est dit QWERTY, tandis que le clavier français est dit AZERTY. Un  plan de codage, établi par l'usage, correspond généralement à une langue, mais certains pays ou zones linguistiques possèdent leur système propre. Ainsi, le clavier suisse (romand ou allemand, selon la configuration), dérivé du type QWERTZ allemand, permet l'écriture aisée des lettres alternativement avec accents ou Umlaut (tréma). 
Les plans de codage ont pour origine l'étude réalisée par Christopher Latham Sholes pour les machines à écrire Remington. En effet, alors que les toutes premières machines respectaient un banal ordre alphabétique, les marteaux de frappe pour deux touches voisines se coinçaient entre eux lors d'une frappe trop rapide. Une étude pour mettre les lettres les plus frappées à droite et à gauche du clavier a été menée. Ces spécifications sont restées de technologie en technologie, présentant l'avantage de ne pas perturber les habitudes, mais l'inconvénient de ne pas être la disposition la plus ergonomique pour des claviers n'ayant plus les contraintes techniques des premières machines à écrire,.

## Sources
1. ↑  DVzine.org - The Dvorak Zine
2. ↑  CAPSoff: Welcome!
3. ↑  anticAPSLOCK.com